# José Antonio Labordeta
Pour les articles homonymes, voir Subías.
José Antonio Labordeta Subías, né le 10 mars 1935 à Saragosse et mort le 19 septembre 2010 dans la même ville, est un auteur-compositeur-interprète, professeur, écrivain, poète, journaliste, présentateur de télévision et homme politique aragonais,député au sein du Congrès pour la Chunta Aragonesista durant les législatures VII et VIII.

## Biographie
Fils de Miguel Labordeta et de Sara Subias, il était le frère du poète Miguel Labordeta et s’est marié le 29 septembre 1963 avec Juana de Grandes, la nièce du général Agustín Muñoz Grandes. Il eut trois filles, Ana, Ángela et Paula, et deux petites-filles. Son neveu Juan Manuel Labordeta est un chanteur en retraite, ancien membre du groupe musical humoristique Puturrú de Fuá.
Il suivit ses études au Colegio Alemán de Zaragoza et dans l’école familiale où il obtint son baccalauréat. Il s’inscrit en Droit, et obtiendra finalement une licence en philosophie et lettres de l’Université de Saragosse, qui le nomma le 23 mars 2010 docteur honoris causa. En 1964 il réussit le concours d’enseignement secondaire, en tant que professeur de géographie, histoire et art, et fut envoyé à l’Instituto Nacional de Bachillerato Ibáñez Martín de Teruel, ville dans laquelle il résida durant six ans. Tant au sein de cet institut qu’au Colegio Menor San Pablo il donna cours à Joaquín Carbonell, Federico Jiménez Losantos, Federico Trillo y Manuel Pizarro.
Il rejoint sa Saragosse natale en 1970, tout en continuant d’enseigner au sein du collège El Buen Pastor, en tant que directeur et professeur d’histoire, et à l’instituto de bachillerato Ramón Pignatelli. En 1972 il fonda avec Eloy Fernández Clemente, qu’il avait rencontré à Teruel, la revue culturelle Andalán, une revue d’information générale, publié à Saragosse de 1972 à 1987.
En 1976 il participa à la création du Parti Socialiste Aragonais et plus tard se présenta au Sénat avec Izquierda Unida. Comme membre de la Chunta Aragonesista (CHA), il fut élu député pour Saragosse en 2000, et représenta ce même parti au Congreso de los Diputados de 2000 à 2008,. Il était également affilié au syndicat Comisiones Obreras depuis 1977.
Défenseur du « non à la guerre » et opposé à la dérivation de l’Ebre, il était un grand défenseur des intérêts de l’Aragon et des aragonais et marqua la différence dans l’hémicycle. Plusieurs fois il participa à des joutes verbales avec certains députés du Partido Popular. C’est au cours d’un de ces affrontements qu’il prononça son célèbre « a la mierda ». Il disait lui-même que cette phrase serait son épitaphe, et il expliquait qu’il la prononça à la suite d’une journée particulièrement éprouvante de débats sur la guerre d’Iraq au cours de laquelle on l’aurait interpellé en lui disant « vete con la mochilla a Teruel » ou bien « qué me dices cantautor de las narices », sans lui laisser l’opportunité de s’exprimer.
José Antonio Labordeta est décédé le matin du 19 septembre 2010 à l’hopital Miguel Servet de Saragosse. Il était alors âgé de 75 ans et souffrait d’un cancer de la prostate diagnostiqué en 2006, et qui l’obligea à rester enfermé chez lui les derniers mois de sa vie,.
Le dernier acte public de Labordeta s’est tenu le 6 septembre 2010, lorsque les ministres de la Défense, Carme Chacón, et de l’Éducation, Ángel Gabilondo, lui ont remis chez lui la Gran Cruz de la Orden Civil de Alfonso X el Sabio ; une reconnaissance de la part du Gouvernement pour son savoir, ses convictions et sa défense de la liberté et du peuple, motifs pour lesquels il reçut également la Medalla al Mérito en el Trabajo.

## Œuvre

### Poésie
Sa facette en tant qu'écrivain a toujours été reléguée au second plan car il était plus connu en tant que chanteur-compositeur et député. Cependant, en suivant l'exemple familial de son père (un professeur de latin passionné de poésie classique) et de son frère Miguel Labordeta, l'une des figures les plus éminentes de la poésie espagnole d'après-guerre, son activité poétique était primordiale dans sa vie. À cet égard, il déclara que sa véritable profession était celle d'écrivain et que ses chansons n'étaient rien d'autre que des poèmes mis en musique. Quoi qu'il en soit, sa poésie révèle une voix plus intime, méditative et existentielle que ses chansons, qui sont plus engagées et sociales. Il a publié son premier recueil de poèmes en 1959, bien avant le début de sa carrière musicale, et a été l'auteur des recueils suivants :
- Sonata ibérica, 1958 (inédit)
- Sucede el pensamiento, 1959
- Las Sonatas, 1965
- Cantar y callar, 1971
- Treinta y cinco veces uno, 1972
- Tribulatorio, 1973
- Método de lectura, 1980
- Jardín de la memoria, 1985
- Diario de un náufrago, 1988
- Monegros, 1994

En 1976, il publia l'anthologie Poemas y canciones (éditions Lumen, collection El Bardo), et en 2004, seulement de son œuvre poétique, est publiée la sélection Dulce sabor de días agrestes.
Son premier livre de poésie, Sucede el pensamiento, est une tentative de concilier le style intellectuel de Juan Ramón Jiménez avec le néopopulaire de la Génération de 27, mais on y remarque encore le poids de la nécessité d'acquérir une voix propre, surtout compte tenu de l'influence de la poésie "tremendista" et épilyrique de son frère Miguel Labordeta, dont José Antonio ne peut pas s'échapper. Cependant, l'ennui et le vide existentiel, ainsi que l'influence de César Vallejo ou Paul Verlaine, sont des traits authentiquement personnels. Selon Eloy Fernández Clemente, cette œuvre pourrait être définie comme "une poésie du moi plongé dans un monde fermé et sans grands espoirs".
L'œuvre la plus décisive de son parcours poétique est Cantar y callar, qui était prête à être publiée en 1967 mais ne parut que quatre ans plus tard. Selon Antonio Pérez Lasheras, « [...] alcanza una voz personal y auténtica, abandonando o depurando los ecos que asomaban en la poesía anterior. El encuentro del autor con la realidad social que le había preocupado de manera "intelectual" hasta ese momento (el Bajo Aragón, con sus gentes, sus problemas, sus silencios) se funde con lo autobiográfico. De este enfrentamiento, surge la conclusión que, a manera de reflexión, sobrepasa lo personal para universalizarse. » Diario de un náufrago représente l'un des sommets de sa poésie. Il s'agit d'un livre unifié par les dates qui donnent leur titre aux poèmes, comme un journal personnel, mais ses thèmes vont au-delà de la simple poésie de l'expérience, car il combine tous les intérêts sociaux et existentiels qui étaient présents dans ses œuvres poétiques antérieures, toujours mélancoliques, y compris la préoccupation pour le destin. La vie de l'homme est un naufrage dans une solitude angoissée, dominée par l'ennui et le vide. On y montre également l'importance de l'oubli et de la mémoire, retrouvée grâce à une technique fréquente dans sa poésie, celle du monologue et même du dialogue avec des personnes disparues. La voix du poète se consolide dans ce livre, "l'un des plus beaux de son auteur et des plus singuliers des dernières années de la poésie espagnole", selon les mots de Pérez Lasheras.
Son dernier recueil de poèmes, "Monegros", a un ton différent, ironique et moqueur, qui insiste sur l'aragonaisisme, l'une des constantes de sa poésie. José Antonio Labordeta réfléchit, dans le cadre du désert de Monegros, sur les hommes qui l'habitent en les figeant dans le temps à travers de brèves estampes poétiques et de courts vers.
Ses derniers poèmes ont été publiés sur un blog.
En 2011, la maison d'édition zaragozana Eclipsados a publié Setenta y cinco veces uno, la poésie complète de Labordeta en deux volumes. Le premier intitulé La duda del paisaje. Vida y obra de José Antonio Labordeta est une biographie approfondie réalisé par Antonio Pérez Lasheras ; et le second, Setenta y cinco veces uno. Poesía reunida 1945-2010, rassemble toute sa poésie de 1945 à 2010.

### Prose
Son œuvre narrative a également été remarquée. Initiée en 1971 avec  Mediometro, inclus dans la revue littéraire Papeles de Son Armadans. En 1974, son premier livre, Cada cual que aprenda su juego, est publié, comprenant deux nouvelles courtes. En 1986, il publie El comité, un récit court. Le roman Mitologías de mamá date de 1992, et Cuentos de San Cayetano (2004) est un recueil de contes mettant en scène deux enfants, avec pour toile de fond l'Espagne d'après-guerre. En 2007, son dernier roman, En el remolino, paraît. Il existe d'autres contes dispersés qui ont été publiés dans des revues culturelles comme Andalán (dont il a été le fondateur) ou Ínsula.
- « Mediometro », 1970, nouvelle, inclus dans Papeles de Son Armadans
- Cada cual que aprenda su juego, 1974, deux nouvelles courtes
- El comité, 1986, roman
- Mitologías de mamá, 1992, roman
- Cuentos de San Cayetano, 2004, contes
- En el remolino, 2007, roman
- Mercado Central, 2011, contes
- Paisajes queridos, 2017, contes

Sur le plan de l'essai, il convient de mentionner l'importance de ses livres de voyage Aragón en la mochila (1983) et Un país en la mochila (1995), dans lesquels il publie, en les développant, les scénarios de l'émission de télévision du même nom. En 2001, il publie Con la mochila a cuestas. Il s'est consacré à la recherche et à la diffusion de la poésie de son frère Miguel dans plusieurs livres de nature philologique, tel que celui publié en collaboration avec Javier Delgado, Recuerdo de Miguel Labordeta (Zaragoza, Diputación Provincial, 1987). César Vallejo, l'un des auteurs qui ont le plus influencé sa poésie, a également fait l'objet d'un de ses essais de critique littéraire.
- Aragón en la mochila, 1983, livre de voyage
- avec Javier Delgado : Recuerdo de Miguel Labordeta, 1987, essai
- Un país en la mochila, 1995, livre de voyage

Il a écrit plusieurs livres de mémoires : Con la voz a cuestas (1982), Banderas rotas (2001) et Memorias de un beduino en el Congreso de los Diputados (2009), dans lequel il raconte ses expériences en tant que député à Madrid ; ainsi que l'autobiographique Tierra sin mar (1995), dans lequel il anthologise certains de ses contes, articles et poèmes. Regular, gracias a Dios (2010) est né de la grave maladie dont il souffrait.
- Con la voz a cuestas, 1982, mémoires
- Tierra sin mar, 1995, essai
- Banderas rotas, 2001, mémoires
- Memorias de un beduino en el Congreso de los Diputados, 2008, mémoires
- Regular, gracias a Dios. Memorias compartidas, publié en 2010, mémoires.

En tant qu'éditeur et journaliste, il a participé à la fondation et au développement de l'hebdomadaire Andalán, qui s'est opposé à la dictature franquiste et a marqué la transition en Aragon. Il a également collaboré en tant que chroniqueur dans des journaux tels que El Día, Diario 16, El Periódico de Aragón, Público ou El Mundo,. Les amis comptés (1994) et Historia de Paletonia (2011) sont deux recueils qui reflètent son activité en tant qu'éditorialiste.
- Los amigos contados, 1994, mémoires, écrits divers
- Historia de Paletonia, 2011, articles dans Andalán

### Discographie
Il est considéré comme l'un des principaux représentants de la chanson à texte[réf. nécessaire] espagnole. Il a commencé sa carrière musicale 1963 avec l'album Cantar y callar puis en 1968 avec l'album Andros II, produit et édité par EDUMSA, qui serait ensuite publié dans l'édition de Fuendetodos du livre de poésie Cantar y callar (1971),,. Par la suite, il a sorti les albums suivants :
- Andrós II, 1968, EP
- Cantar i callar, 1971, EP, discolibro; 1974, LP
- Tiempo de espera, 1975
- Cantes de la tierra adentro, 1976
- Labordeta en directo, 1977
- Que no amanece por nada, 1978
- Cantata para un país, 1979
- Las cuatro estaciones, 1981
- Qué queda de ti, qué queda de mí, 1984
- Aguantando el temporal, 1985
- Tú y yo y los demás, 1986, en directo
- Qué vamos a hacer, 1987
- Trilce, 1989
- Canciones de amor, 1993, recopilatorio
- Recuento, 1995, en directo
- Paisajes, 1997
- Con la voz a cuestas, 2001
- Con Eduardo Paz, de La Bullonera, y Joaquín Carbonell: Cantautores aragoneses, 2006, en directo
- Con Eduardo Paz, de La Bullonera, y Joaquín Carbonell: ¡Vaya tres!, 2009.
- En el jardín de la memoria, 2016

Dans ses chansons, il parle de sa terre, toujours avec une tonalité de mélancolie qui, comme il le reconnaît, le caractérise. Parmi ses chansons les plus importantes figurent "Canto a la libertad", "Aragón", "Somos" et "Banderas rotas".
En 1989, la proposition du Parti aragonais (PAR) d'adopter "Canto a la libertad" comme hymne de l'Aragon a été rejetée. Après le décès de Labordeta, en 2011, une proposition a été soumise à travers une initiative législative populaire (ILP), soutenue par 24 256 signatures, l'Institut aragonais d'anthropologie, le Rolde de Estudios Aragoneses, l'Association Amparo Poch et d'autres entités. La proposition a été rejetée par 36 voix contre du PP et du PAR, contre 26 voix pour du PSOE, CHA et IU.
En 2011, la réalisatrice Vicky Calavia a réalisé le documentaire de 30 minutes intitulé Canto a la libertad. Himno de Aragón sur la proposition d'hymne de l'Aragon.
En 2008, il reçoit la Médaille d'or du mérite des beaux-arts par le Ministère de l'Éducation, de la Culture et des Sports.

### Vie politique
Il s'est présenté aux élections sénatoriales pour Izquierda Unida. En tant que membre de Chunta Aragonesista, il fut élu député pour Saragosse en 2000 et 2004, étant le représentant de ce parti nationaliste aragonais au Congrès des députés de 2000 à 2008. Bien qu'il fût (de son propre aveu) le député avec le moins de voix de toute l'Espagne, il ne cessa d'être au centre de l'attention. Ferme défenseur du Non à la guerre et opposé au transfert des eaux de l'Èbre, il fit toujours entendre sa différence dans l'Hémicycle. Plusieurs fois, il en vint à l'affrontement verbal avec des députés du Parti populaire. Au cours de l'un d'eux, il prononça sa fameuse phrase "A la mierda" (Allez vous faire foutre). Ce juron devrait être l'épitaphe qui figurera sur sa tombe.
Aux élections de 2008, alors que Labordeta n'est plus tête de liste, Chunta Aragonesista perd son siège au Congrès.

### Télévision
En 1990, il a participé à l'adaptation de l'œuvre de Camilo José Cela intitulée Del Miño al Bidasoa à la télévision espagnole (TVE), où il a interprété le vagabond Dupont.
Plus tard, il est devenu scénariste et présentateur de l'émission à succès de Televisión Española (TVE), "Un país en la mochila" (1995-2000), une série de 29 épisodes où Labordeta, sac sur le dos, parcourait l'Espagne intérieure pour montrer le visage le plus méconnu du pays et de ses habitants.
En 1999, il a enregistré avec Juancho Ruiz, "el Charro", le son "Severino el Sordo" qui a été utilisé comme générique pour une émission de Televisión Española (TVE).

### Œuvres culturelles sur sa vie
- Labordeta, un hombre sin más. Documentaire co-réalisé par l'une des filles du chanteur, Paula Labordeta, et le lauréat d'un Goya, Gaizka Urresti[25].
- TeBeO Labordeta (GP Ediciones). Bande dessinée de Daniel Viñuales, Carlos Azagra et Encarna Revuelta[26].

### Reconnaissances

#### Orden de Saurí
Le gouvernement du Panama a décerné à José Antonio Labordeta l'Orden de Saurí en 2003.

#### Medalla de Oro al Mérito en el Trabajo
Le Conseil des ministres du vendredi 4 décembre 2009 a décidé de décerner la Médaille d'Or du Mérite au Travail à José Antonio Labordeta. Cette reconnaissance vise à "récompenser et mettre en valeur le mérite d'une conduite socialement utile et exemplaire dans l'exercice de toute profession, métier ou service". Elle lui a été remise à son domicile le 15 janvier de l'année suivante, par le ministre du Travail et de l'Immigration de l'époque, Celestino Corbacho.

#### Docteur Honoris Causa de l'Université de Saragosse
Le 23 mars 2010, l'Université de Saragosse a conféré à José Antonio Labordeta le titre de Docteur Honoris Causa.

#### Gran Cruz de la Orden de Alfonso X el Sabio
Le 6 septembre 2010, le gouvernement espagnol lui a remis la Gran Cruz de la Orden de Alfonso X el Sabio.

#### Medalla de Aragón
Il s'agit de la plus haute distinction de la communauté autonome. Son objectif est de reconnaître et de valoriser le travail des personnes physiques ou morales, des organisations, des centres ou des collectifs ayant une identité sociale publique et reconnue, dans la défense des valeurs et de l'identité aragonaises. Elle lui a été décernée à titre posthume et remise le 20 septembre 2010.

#### Parque Grande José Antonio Labordeta
La mairie de Saragosse a approuvé de renommer le parc de Primo de Rivera, connu populairement comme le Parque Grande, en parc José Antonio Labordeta, en hommage à José Antonio Labordeta. Il s'agit de l'un des espaces verts les plus connus de la ville,.

### Fondation
En septembre 2014, le siège de la Fondation José Antonio Labordeta a été inauguré dans la rue Mariano Barbasán à Saragosse. Il expose une grande partie du matériel et de la bibliothèque de Labordeta. La Fondation a été créée avec le soutien financier du gouvernement d'Aragon, de la mairie de Saragosse et de la province de Saragosse. Elle vise à se financer par ses propres moyens, car bien qu'elle n'ait pas de but lucratif, elle cherche à générer suffisamment d'activités pour s'autofinancer, notamment par la publication de livres et de documents musicaux et audiovisuels. Les objectifs de la Fondation sont de se souvenir, d'étudier, de préserver et de diffuser l'œuvre, la pensée et la mémoire de José Antonio Labordeta, ainsi que d'accueillir les travaux de toutes les personnes liées générationnellement ou affectivement à lui.